# Sunny
Sunny är en låt skriven och ursprungligen lanserad av den amerikanske musikern Bobby Hebb 1966. Den har sedan dess spelats in av flera hundra artister, och listades av BMI som #25 i listan "Top 100 Songs of the Century". Bobby Hebb skrev låten under tragiska omständigheter, som reaktion på både att hans äldre bror blev knivmördad, och som reaktion på mordet på John F. Kennedy. I texten finns en önskan och hopp om att en ljusare framtid är på väg. Låten släpptes som singel på Philips Records och blev en hit i både USA och England, samt i Benelux.
Redan samma år som originalet släppts spelade Cher in en version som blev mycket framgångsrik i Skandinavien, och i Storbritannien blev en version med Georgie Fame en hitsingel. Bland de mest framgångsrika versionerna är annars den tyska gruppen Boney Ms discoversion från 1976. Samma år gjorde Hebb en egen discoinspelning av låten. Bland övriga som spelat in den kan nämnas Marvin Gaye, Wilson Pickett (albumet The Wicked Pickett), Stevie Wonder (albumet For Once in My Life), Dusty Springfield (albumet Where Am i Going?), och Frank Sinatra.

## Listplaceringar
Bobby Hebb
| Lista (1966)   | Position              |
| -------------- | --------------------- |
| Flandern       | 17                    |
| Frankrike      | 26                    |
| Kanada         | 2 (RPM)               |
| Nederländerna  | 2                     |
| Nya Zeeland    | 16                    |
| Storbritannien | 12                    |
| USA            | 2 (Billboard Hot 100) |
| Vallonien      | 8                     |

Cher
| Lista (1966)   | Position         |
| -------------- | ---------------- |
| Danmark        | 7 (DR "Top 20")  |
| Finland        | 18               |
| Nederländerna  | 2                |
| Norge          | 2 (VG-lista)     |
| Storbritannien | 32               |
| Sverige        | 5 (Kvällstoppen) |
| Sverige        | 4 (Tio i topp)   |
| Vallonien      | 8                |

Georgie Fame
| Lista (1966)   | Position |
| -------------- | -------- |
| Nederländerna  | 2        |
| Storbritannien | 13       |

Boney M
| Lista (1976-1977) | Position     |
| ----------------- | ------------ |
| Belgien           | 1            |
| Finland           | 6            |
| Frankrike         | 1            |
| Irland            | 4            |
| Nederländerna     | 1            |
| Norge             | 4 (VG-lista) |
| Nya Zeeland       | 17           |
| Schweiz           | 2            |
| Storbritannien    | 3            |
| Sverige           | 11           |
| Västtyskland      | 1            |
| Österrike         | 1            |